# Prūdupis (přítok Minije)
Prūdupis je řeka na západě Litvy v okrese Kretinga (Klaipėdský kraj), v Žemaitsku na Žemaitijské vysočině. Pramení 1 km na sever od vsi Bumbuliai, 6 km na jih od města Kartena. Meandruje směrem na západoseverozápad, protéká na sever od okraje vsi Budriai a vsí jménem Nausodis. Vlévá se do řeky Minije 1 km na západ od vsi Nausodis, 82,7 km od jejího ústí do Atmaty. Je to její levý přítok.

## Přítoky
Nemá významnější přítoky.